# Janick Kamber
Janick Kamber (26 febbraio 1992) è un calciatore svizzero, centrocampista dell'FC Mümliswil.

## Carriera

### Club
Dopo aver militato nelle giovanili del Basilea, si trasferisce al Losanna, squadra con la quale fa il suo esordio in Super League. Dopo essersi ferito ad un ginocchio durante la primavera 2013. Il 29 novembre 2013 viene annunciato il suo passaggio al Bienna.

### Nazionale
Viene convocato per la prima volta con la Svizzera Under-21 in occasione della partita del 1º settembre 2011 contro l'Estonia Under-21 valida per le qualificazioni all'Europeo 2013, senza però scendere in campo.

## Palmarès

### Club

#### Competizioni nazionali
- Challenge League: 1

Neuchâtel Xamax: 2017-2018

### Nazionale
- Campionato mondiale Under-17: 1

2009